# شعب الذئب (بروم ميفع)
'

تعديل مصدري - تعديل

شعب الذئب هي إحدى قرى عزلة ميفع بمديرية بروم ميفع التابعة لمحافظة حضرموت، بلغ تعداد سكانها 229 نسمة حسب تعداد اليمن لعام 2004.